# Isola Gibbs
L'isola Gibbs  (in inglese Gibbs Island) è un'isola antartica localizzata ad una latitudine di 61° 28' sud e ad una longitudine di 55° 34' ovest 20 km a sudovest dell'isola Elephant. L'isola è stata cartografata per la prima volta nel 1825 da James Weddell della Royal Navy che ne ha scelto anche il nome. Il territorio fa parte dell'arcipelago delle Shetland meridionali e la sovranità è sospesa ai sensi del trattato antartico.
Il punto più alto dell'isola raggiunge un'altezza di 520 metri.
L'isola è disabitata, ma è presente la tomba del marinaio tedesco William Tolz. Nella lapide in pietra, stranamente curata, è scritto in tedesco:
Le circostanze che hanno portato al decesso sono ancora ignote.